# Mario Camposeco
Mario Camposeco (* 6. August 1921 in Quetzaltenango; † 17. Juni 1951 ebenda), auch bekannt unter den Spitznamen El Caballero del Deporte und El Pelé de Guatemala war ein guatemaltekischer Fußballspieler auf der Position eines Stürmers. 

## Leben
Camposeco begann seine Karriere 1938 bei seinem Heimatverein América de Quetzaltenango und wechselte später zum Stadtrivalen ADI Xelajú, dessen Mannschaftskapitän er wurde.
1943 wurde Camposeco erstmals in die Nationalmannschaft berufen, als diese an der CCCF-Meisterschaft teilnahm und hinter Gastgeber El Salvador den zweiten Platz belegte. Außerdem nahm er für sein Land am Fußballturnier der VI. Zentralamerikanischen und Karibischen Spiele teil, die 1950 in Guatemala-Stadt ausgetragen wurden. 
Unmittelbar nach einem am 17. Juni 1951 ausgetragenen Spiel gegen den Hauptstadtverein CSD Comunicaciones, bei dem Camposeco alle drei Tore zum 3:0-Sieg seiner Mannschaft erzielt hatte, befand er sich mit einem Flugzeug auf dem Weg zu einem Länderspieleinsatz. Bereits wenige Minuten nach dem Start verlor das Flugzeug infolge eines Maschinenschadens erheblich an Höhe und stürzte schließlich über dem Stadtviertel La Transfiguración ab. Weder der Pilot noch Camposeco überlebten das Unglück. 
In Erinnerung an den Spieler wurde sein Name 1952 als Zusatz in den Vereinsnamen des Club Xelajú aufgenommen und auch das Fußballstadion der Stadt nach ihm benannt. 